# Malagaciura stuckenbergi
Malagaciura stuckenbergi är en tvåvingeart som beskrevs av Albany Hancock 1991. Malagaciura stuckenbergi ingår i släktet Malagaciura och familjen borrflugor.
Artens utbredningsområde är Madagaskar. Inga underarter finns listade i Catalogue of Life.